# كريس سيدغويك
كريس سيدغويك (بالإنجليزية: Chris Sedgwick)‏ (28 أبريل 1980 بشفيلد في المملكة المتحدة - ) هو لاعب كرة قدم بريطاني في مركز الوسط. لعب مع بريستون نورث إيند وسكونثورب يونايتد وشيفيلد وينزداي ونادي بوري ونادي روذرهام يونايتد ونادي هايد إف سي.

## وصلات خارجية
- كريس سيدغويك على موقع قاعدة بيانات كرة القدم.إي يو (الإنجليزية)
- كريس سيدغويك على موقع Soccerbase.com (لاعب) (الإنجليزية)